# Рандстад
Рандстад (холандски: Randstad) је конурбација у Низоземске која се састоји од прстена урбаних површина окоприродне области Зелено Срце. Радстад је, са популацијом између 6,6 и 8,2 милиона становника (у зависности од дефиниције граница) убедљиво највећа конурбација у Низоземској. Обухвата четири највећа града Низоземске (Амстердам, Ротердам, Хаг и Утрехт) и њихову околину. Смештен између Лондона, Фламанског Дијаманта и немачке Рурске области, Рандстад припада најважнијој концентрацији градова у северозападној Европи, која је још позната као Плави Пут.
У њему се, између осталог, налази највећа лука у Европи (Ротердам) и готово половина свих Низоземских универзитета, као и народни парламент (Хаг). Понекад се овај регион дели на северни (Северни Рандстад/Северно крило) са отприлике четири милиона становника и центрима Амстердамом и Утрехтом, и на јужни део (Јужни Рандстад/Јужно крило), са око три милиона становника и центрима Хагом и Ротердамом.
Рандстад се такође назива и метропола Делта. Термин указује на амбицију Рандстада да, прикључивањем агломерација, функционише као метропола.

## Географија

### Положај и границе
Тачна величина Рандстада није јасна, пошто му границе нису тачно одређене, а различити извори нуде различите дефиниције. Ужа дефиниција обухвата само четири велике агломерације: Амстердам, Ротердам, Утрехт и Хаг. Шира се састоји из из две градске зоне: Дордрехт-Ротердам-Хаг-Лејден (Јужно крило) и Харлем-Занстад-Амстердам-Утрехт (Северно крило). Низоземски интердисциплинарни демографски институт (НИДИ), као и монитор Рандстада тврде да се он састоји из четири провинције: Северна Холандија, Јужна Холандија, Флеволанд и Утрехт. У оквиру ове поделе НИДИ прави подели на четири велика града (такозвани Г4) – градски Рандстад (градске општине у овој области) и неградски Рандстад (остале општине у четири провинције које Рандстад обухвата).

### Градови
Најважнији градови Рандстада су уједно и четири највећа града Низоземске. Свака општина има више од 300.000 становника, притом, Рандстад обухвата још неколико великих општина (са више од 100.000 становника). Својеврсне су за Рандстад многе урбанизоване општине на ободу и између великих градова.

### Зелене површине
Зелено срце, отворена централна област Рандстада је под притиском прекомерне буке и осветљења, али и ширења стамбених и индустријских области, као и развоја инфраструктуре. Највећим делом је чини  испод нулте надморске висине, па обилује областима богате водом, у којима су највећим делом заступљени пашњаци. Највише се у пешчаним пределима на ободу налазе природни резервати, које чине дине и шумске области, мада оне нису тако простране, природне и очуване као што је Велуве. Важнији резервати:
- Обала, првенствено Национални парк јужни Кенемерланд и резерват дина у Северној Холандији;
- Језерске области на северу Зеленог срца, као што је језеро Нард, најстарији низоземски природни споменик;
- Утрехтски венац и Хој на источном ободу Рандстада;
- Харлемска шума;
- Језеро Маркер и језера Ранд око Јужног Флеволанда;
- Бемстер и Схермер.

## Становништво

### Број становника
Рандстад броји, у зависности од граница, између 6,6 и око 8,2 милиона становника (четири провинције заједно). Углавном се процењује 7,1 милион становника и зато се ова област убраја у највеће агломерације Европе. Ако се убрајају и урбане (као и области економски или на други начин повезане са Рандстадом), онда се наводи број од нешто преко 10 милиона. Ове области су, на пример, Брабантска градска област, градски регион Арнем-Нејмејген и ВЕРВ (Вахенинген-Еде-Ренен-Венендал).

### Проблеми
Изражено урбанизовање прате одређени проблеми, као што су бука, загађење ваздуха и криминал.
Проблем је и распарчана власт у Рандстаду. Иако се Рандстад доживљава као једна целина, не постоји јединствена власт која њоме управља. Овим проблемом се делимично бави четворочлани комитет градоначелника и Краљев комитет. Једна опција за решавање овог проблема је оснивање провиније Рандстад или, према предлогу већника Роберта Баруха: седам провинција, од којих пет чиини један ауторитет надлежан за Рандстад.
Притом, Рандстад је од велике важности, како националне, тако и интернационалне и због тога интереси осталих региона некад бивају запостављени. Рандстад је очигледна атракција Низоземске – више од половине БНП је његова заслуга, али не профитирају од њега сви региони подједнако. Замера се што политика „мисли само на Рандстад“ по питању спровођења нових мера и закона- Рандстад често највећи приоритет, што остале области сматрају за неправду.
Додатни проблем у пренасељеном Рандстаду је мањак стамбеног простора. Последице су много више цене некретнина и станарине него у провинцијама на северу.

## Историја
Рандстад је настао у области која обилује речним ушћима доступним бродовима, те је повољна за трговину. Ипак, морали су да се граде насипи да би се заштитили делови који се налазе испод нивоа мора. Такође, захваљујући новим насипима, настајали су нови градови још од 13. века. Рандстад је постајао све важнији захваљујући новим везама са морем и Руром. Број становника је растао захваљујући културном, економском и политичком утицају конурбације. Ризик прекомерне урбанизације временом опада јер становништво више не расте и јер су се неке институције повукле из Рандстада.
Име Рандстад није историјског порекла, већ је смишљено у 20. веку, дакле, није изворни топоним.

## Статус

### Народна и међународна улога
Рандсад је међу највећим агломерацијама Европске уније по питању економије и броју становника. Године 2008. био је четврти највећи економски регион у оквиру ЕУ. Од велике је важности, како на националном, тако и на интернационалном нивоу. На националном због парламента у Хагу, националних телевизијских и радио станица у околини Алсмера и Хилверсума, као и највеће железничке станице у Холандији, која се налази у Утрехту.
На интернационалном нивоу је утицајан такође. У Хагу се, између осталог, налазе Хашки трибунал, Међународни суд правде у Палати Мира, Међународни кривични суд, Организација за сузбијање хемијског оружја. Амстердам су разне организције прогласиле за метрополу, између осталог због обимне културне садржине градова, а уједно и због Схипола, који је међу највећим аеродромима у ЕУ и стоји на четвртом месту после Хитроуа у Лондону, аеродрома Шарл де Гол у Паризу и Међународног аеродрома у Франкфурту. На светским листама је на четрнаестом месту (види списак најпрометнијих аеродрома на свету) - екс линк. Притом је једна од највећих лука у Рандстаду (Ротердам), а највећа берза цвећа у Алсмеру.

### Будућност
У овој области се планира изградња најмање 500.000 стамбених јединица до 2040. године. Тренутно најважније грађевинске локације су Алмер, Амстердам и околина Утрехта.

### Култура
У Рандстаду су, поред економских жаришта, смештене и многе културне установе, као што су музеји, позоришта, концертне дворане и биоскопи.

## Инфраструктура
Рандстад је густо насељен (просечна густина насељености је 915 ст/км{\displaystyle ^{2}}) и у њему је развијена инфраструктура. Највећи део економских активности у Низоземској се одвија у Рандстаду, између осталог захваљујући аеродрому Схипол и луци Ротердам.

### Аутомобилски саобраћај
У Рандстаду се налазе многи национални аутопутеви, а А1, А2, А4, А6, А7, А8, А9, А10, А12, А16, А27 и А28 се пружају ван њега.

### Железнице
Осим развијене мреже путева, Рандстад располаже и железницом. Велик број међуградских линија, као и других железничких веза одавде полази или се у њему завршава. Поред већих железничких путева, пружа се кроз Рандстад и лака железница – РандстадРАИЛ и трамваји. Амстердам и Ротердам располажу и метроом.